# 真田広之
真田 広之（さなだ ひろゆき、1960年〈昭和35年〉10月12日 - ）は、日本の俳優・歌手・武術家。本名：下澤 廣之（しもざわ ひろゆき）。子役時代は本名を新字体で表記した下沢 広之（読み同じ）で活動し、再デビュー後は真田 宏之名義の出演もある。
血液型はA型。日本国内と日本国外の映画・テレビ映画・ドラマ・演劇・CMと幅広く活躍している。MBE（大英帝国勲章第5位）受章。ザ・リブラインターナショナル所属。海外では Axon Entertainment と業務提携している。

## 来歴

### 子役時代から再デビューまで
東京都品川区大井出身。裕福な家庭に育ち、同じマンションに住んでいた高田浩吉の息子と遊んでいた所を芸能関係者にスカウトされ、幼児向け雑誌のモデルなどを経て、1965年、5歳で劇団ひまわりに入団。
1966年に真田の人生に大きな影響を与える千葉真一と出会い、千葉の主演作『浪曲子守唄』でデビュー。続けて千葉や高倉健の主演作品に息子役で出演。その後、父を癌で亡くす。
1973年4月、品川区立伊藤中学校入学と同時に、幼少時に共演した千葉真一の主宰するジャパンアクションクラブ（JAC）に入団。時を同じくして母の勧めにより、日本舞踊の玉川流に入門。
1974年には『直撃! 地獄拳』に出演した。
1976年4月、堀越高等学校芸能活動コースに入学後、千葉真一のアドバイスで学業専念することになり、一旦芸能活動から身を引く。

### アクションスター
1978年、『柳生一族の陰謀』のオーディションに合格したことで芸能活動を本格的に再開。千葉真一の命名で千葉の芸名から「真」、千葉の本名・前田禎穂から「田」を組み合わせ、真田 広之と名乗り、芸能活動を再開する。同年、日本舞踊でも玉川流の名取となり、玉川 大輔の名を受けた。同年、東映制作の特撮テレビドラマ『宇宙からのメッセージ・銀河大戦』で主演を務める。
1979年3月、堀越高等学校を卒業。4月、日本大学藝術学部映画学科に入学。同大学在学中も殺陣同志会に在籍して殺陣の向上に努め、学業と演劇活動の両立に取り組む。
1980年の『忍者武芸帖 百地三太夫』で映画初主演を果たし、桃山城天守からの飛び降りシーンや、1981年の『吼えろ鉄拳』では福井県東尋坊の岩場やヘリコプターから海へ飛び降りるスタントを吹き替えなしで演じ、格闘シーンでも稽古してきた空手を披露した。
1982年、『龍の忍者』の主演で海外に初進出。Sonny Chiba（サニー千葉）に続く日本のアクションスター・デューク真田として海外でも活躍するようになる。
1983年3月、日本大学卒業。学位は芸術学士。

### 幅広い活動
アイドルとしても売り出されていたため、歌手として歌番組にも出演していた。1981年の『魔界転生』での沢田研二とのキスシーン、1982年『道頓堀川』で松坂慶子とのベッドシーン、1983年『里見八犬伝』での薬師丸ひろ子とのラブシーンを演じた。同年、「ギザギザハートの子守唄」を提供されたが、事務所の意向で歌わなかった。
1984年の『麻雀放浪記』に主演。この頃、尊敬するアル・パチーノが出演する舞台の「出待ち」のために海外まで足を運ぶ。同年、JACの後輩・矢島由紀が『超電子バイオマン』を突如降板したため、急遽スペシャルゲストとして第13話「ジュンよ」に出演した。既に毎年複数の映画に主演しトップスター街道を歩んでいた真田の子供向け番組出演は異例であったが、鈴木武之プロデューサーは、撮影現場に誰よりも早く来て礼儀正しかったと、驕りの全くない態度を後年の著書で述懐している。
1987年の『必殺4 恨みはらします』では悪役に挑戦。1988年に『快盗ルビイ』でコメディ芝居にも挑戦し、キネマ旬報賞、報知映画賞などの主演男優賞を多数受賞する。
1989年、母が脳出血で急死したことを機にJACから独立し、自らの星座でもあるてんびん座の名を冠した「ザ・リブラインターナショナル」を設立。
1990年にはJAC20周年作品である『リメインズ 美しき勇者たち』に主演と音楽監督を兼務した。
1993年、テレビドラマ『高校教師』に主演した。同年に『僕らはみんな生きている』、『眠らない街〜新宿鮫〜』の2本で再びキネマ旬報賞の主演男優賞を獲得。
2001年は『非婚家族』に主演。2002年には、主演した『たそがれ清兵衛』は、アカデミー外国語映画賞にもノミネートされた。2005年に『亡国のイージス』に主演。

### 世界進出
世界進出について千葉真一からアドバイスを受けており、「（師は）いつも世界市場の未来に目を向けていたので、その姿勢に大きな影響を受けました。おかげで将来、他の素晴らしい俳優や監督と一緒に仕事をするには、どうしたらいいかを考えるようになりました」と話している。後にハリウッド・リポーターで「演劇プロデューサーのセルマ・ホルトに『あなたは日本人である前に俳優です』と伝えられました。それで私はロイヤル・シェイクスピア・カンパニーに入団することを決意し、その後国際的なプロジェクトを選ぶようになったのです」と明かしている。
2002年9月5日、東京都千代田区の英国大使館で行われた叙勲式で大英帝国勲章名誉メンバー（Honorary Member of the Order of British Empire: MBE、同勲章第5位）を授与された。1999年から2000年にかけて、イギリスのロイヤル・シェイクスピア・カンパニー公演『リア王』に史上初にして唯一の日本人キャストとして出演。全編17世紀の英語の台詞でナイジェル・ホーソーンなど英国演劇界の俳優達と共演し、日英両国の文化交流の架け橋としての功績を評価された。
2003年の『ラスト サムライ』に出演し、ロサンゼルスに拠点を移して米国映画に出演してきたが、ハリウッドでの出演作品では主に日系人や日本人役が多い。
2006年の『PROMISE』で全編に亘り、中国語のセリフを喋った。
2007年、『ラッシュアワー3』でジャッキー・チェンと共演をした。
2008年6月30日、『スピード・レーサー』のジャパンプレミアが東京ドームで開催され、上映前の舞台挨拶には主演のエミール・ハーシュと共に登壇、主人公・スピードの愛車“マッハ5”も展示された。
2010年3月、第1回グリーンプラネット・フィルム・アワードにおいて「ハリウッドで最も活躍しているアジア俳優」に選出された。
2013年、『47RONIN』では大石内蔵助に配役され、キアヌ・リーブスと共演をした。
2015年2月8日、第65回ベルリン国際映画祭に『Mr.ホームズ 名探偵最後の事件』の出演を受けて出席。同年3月18日に公開された。5月1日、『HELIX -黒い遺伝子-』シーズン2にも出演。
2016年6月19日、『ザ・ラストシップ』シーズン3にメインゲストとして出演。
2017年7月8日、『ライフ (2017年の映画)』に星で発見された未知の生命体を調査する6人の宇宙飛行士を描いたSFホラーで、ショウ・ムラカミ役で出演。同年7月12日、都内で行われた『ライフ』（7月8日公開）のプレミア試写会に出席した。
2018年5月24日、『ウエストワールド (テレビドラマ)』シーズン2に出演。同年、ポーランドで行われた『バトル・オブ・ワルシャワ 名もなき英雄』の撮影に小雪と共に参加。10月2日、宮内庁から褒章受章者に選出され、30日、ロサンゼルスで紫綬褒章受章を発表。11月2日に会見し、13日に授賞式に参加するべく、帰国。14日、文化庁に赴き、勲章を付けたタキシード姿で現れ、秋の紫綬褒章授賞式の伝達式と記念撮影に参加した。
2019年1月、『MINAMATA-ミナマタ-』の撮影で他の日本人キャストらと共に日本、セルビアのベオグラード港の倉庫とモンテネグロのティヴァト、モンテネグロに行く。同年4月26日、『アベンジャーズ/エンドゲーム』にスコーピオン／ハサシ・ハンゾウ役を演じる。8月13日、三菱UFJ信託銀行のCMに出演。
2020年11月16日、米国のロサンゼルスで新型コロナウイルスによる渡航制限などの影響もあり、日本国内でのロケーション撮影は行われず、アメリカ国内に特設スタジオを組んで撮影に参加。
2021年9月22日 - 2022年7月2日、カナダ・バンクーバーで行われた『SHOGUN 将軍』の撮影に参加。
2024年1月26日17時、ディズニープラスSTARオリジナルシリーズで初めて主演とプロデューサーを務めたハリウッドのドラマ『SHOGUN 将軍』のプロモーションのため、2月に帰国した。真田と共に、メインキャストのアンナ・サワイ、コズモ・ジャーヴィス、エグゼクティブ・プロデューサーを務めたジャスティン・マークスも来日。7日、『SHOGUN 将軍』のディズニープラスで配信され始めた。19日、TOHOシネマズ日比谷で行われた『SHOGUN 将軍』のジャパンプレミア試写会に共演のコズモ・ジャーヴィス、アンナ・サワイ、平岳大、西岡徳馬、二階堂ふみ、エグゼクティブプロデューサーのジャスティン・マークス、レイチェル・コンドウ、ミカエラ・クラベルらと出席。20日、東京・丸の内の日本外国特派員協会で行われた『SHOGUN 将軍』の記者会見に参加した。3月5日、『SHOGUN 将軍』のプロモーションで田村淳と対談映像がYouTubeで配信された。
同年9月、上記の『SHOGUN 将軍』がアメリカ合衆国テレビ業界の最高栄誉であるエミー賞にノミネートされ、ドラマシリーズ部門主演男優賞を、2025年1月にはゴールデングローブ賞のテレビドラマ部門主演男優賞をそれぞれ受賞した。両賞共に日本人が受賞するのは真田が初めてとなった。
2025年4月16日、アメリカの雑誌「タイム」は世界で最も影響力がある100人の1人として選出したことを発表した。

## 人物
実兄が1人いる。1990年、手塚理美と結婚し、二人の男の子（次男は俳優の手塚日南人）をもうけたが、1997年に離婚。息子たちは手塚が引き取った。
日本の野球選手によるメジャーリーグ挑戦としての先駆者である野茂英雄を尊敬している。当時野茂がマイナー契約していた球団から解雇されたものの、日本球界に戻る意思はないことが報じられた際に「なぜ自分はアメリカで野球をしたかったのか。原点を忘れないために退路を断っているように見受けた」と共感したためとしている。

## 出演

### 下沢名義

#### 映画
- 子守唄シリーズ - 遠藤健一 役
  - 浪曲子守唄（1966年）
  - 続 浪曲子守唄（1967年）
  - 出世子守唄（1967年）
- 脅迫（おどし）（1966年）
- 新網走番外地 さいはての流れ者（1969年）- 正一 役
- 遊侠列伝（1970年）- 川又一郎 役
- 昭和残侠伝 死んで貰います（1970年）- 花田康男 役
- 直撃! 地獄拳（1974年）- 甲賀龍一（少年時代） 役

#### テレビドラマ
- 氷点 第2話（1966年、NETテレビ）
- 鉄道公安36号（1966年、NETテレビ）
  - 第165話「太陽は誰のもの」
  - 第177話「天使を見張れ」
- 特別機動捜査隊 第303話「兄ちゃんの馬鹿」（1967年、NETテレビ）
- あひるヶ丘77（1968年、フジテレビ）
- 水戸黄門 第1部 第25話「旅烏の子守唄・庄内」（1969年、TBS）- 勘太 役
- キイハンター (TBS)
  - 第109話「俺は西部の殺し屋キッド」（1970年）
  - 第144話「荒原牧場必殺の決闘」（1971年）
  - 第252話「冒険また冒険 探偵小僧大奮戦!」（1973年）
- ザ★ゴリラ7 第9話「必殺! 青きドラゴン」（1975年、NET）

### 真田名義

#### 映画

##### 日本映画
- 柳生一族の陰謀（1978年）- ハヤテ 役
- 宇宙からのメッセージ MESSAGE FROM SPACE（1978年）- シロー・ホンゴー 役
- 宇宙からのメッセージ・銀河大戦 劇場版（1978年）- 主演・まぼろし / ゲン・ハヤト 役
- 真田幸村の謀略（1979年）- 三好伊三入道 役
- 戦国自衛隊（1979年）- 武田勝頼 役
- 翔んだカップルシリーズ - 星田 役
  - 翔んだカップル（1980年）
  - 翔んだカップル オリジナル版（1982年）
- 忍者武芸帖 百地三太夫（1980年）- 主演・鷹丸 役
- 魔界転生（1981年）- 伊賀の霧丸 役
- 吼えろ鉄拳（1981年）- 主演・響譲次 / 日野原透 役
- 冒険者カミカゼ -ADVENTURER KAMIKAZE-（1981年）- 星野明 役
- 燃える勇者（1981年）- 主演・ジョー 役
- 道頓堀川（1982年）- 邦彦 役
- 蒲田行進曲（1982年）- 真田広之（本人） 役（友情出演）
- 伊賀忍法帖（1982年）- 主演・笛吹城太郎 役
- 伊賀野カバ丸（1983年）- 目白沈寝 役
- 里見八犬伝（1983年）- 主演・犬江親兵衛 役
- 彩り河（1984年）- 主演・田中譲二 役
- コータローまかりとおる!（1984年）- 吉岡達也 役
- 麻雀放浪記（1984年）- 主演・坊や哲 役
- カムイの剣（1985年）- 主演・次郎 役[25]
- 火宅の人（1986年）- 中原中也 役
- 犬死にせしもの（1986年）- 主演・重左
- キャバレー（1986年）- 田之倉 役
- 必殺4 恨みはらします（1987年）- 奥田右京亮 役
- 快盗ルビイ（1988年）- 主演・林徹 役
- どっちにするの。（1989年）- 山本淳 役
- リメインズ 美しき勇者たち（1990年）- 主演・鋭治 役 ※音楽監督兼任
- 病院へ行こうシリーズ
  - 病院へ行こう（1990年）- 主演・新谷公平 役
  - 病は気から 病院へ行こう2（1992年）- 片倉一郎 役
- つぐみ（1990年）- 高橋恭一 役
- 継承盃（1992年）- 主演・吉成正一 役
- 僕らはみんな生きている（1993年）- 主演・高橋啓一 役
- 眠らない街〜新宿鮫〜（1993年）- 主演・鮫島崇 役
- 怖がる人々 第一話「箱の中」（1994年）- 主演・男 役
- ヒーローインタビュー（1994年）- 主演・轟仁太 役
- 忠臣蔵外伝 四谷怪談（1994年）- 浅野内匠頭 役（特別出演）
- 119（1994年）- 本署の隊員 役
- 写楽（1995年）- 主演・とんぼ 役
- EAST MEETS WEST（1995年）- 主演・上條健吉 役
- 緊急呼出し エマージェンシー・コール（1995年）- 主演・原田英之 役
- リングらせんシリーズ - 高山竜司 役
  - リング（1998年）
  - らせん（1998年）
  - リング2（1999年、東宝）
- D坂の殺人事件（1998年）- 主演・蕗屋清一郎 役
- たどんとちくわ（1998年）- 主演・浅見 役
- はつ恋（2000年）- 藤木真一路 役
- みんなのいえ（2001年）- 妥協を許さないバーテンダー 役
- 真夜中まで（2001年）- 主演・守山紘二 役
- 陰陽師（2001年）- 道尊 役
- 助太刀屋助六（2002年）- 主演・助六 役
- たそがれ清兵衛（2002年）- 主演・井口清兵衛 役
- 亡国のイージス（2005年）- 主演・仙石恒史 役
- 天地明察（2012年）- ナレーション

##### 海外映画
※複数国の合作映画を含む。
- 龍の忍者（1982年、香港）- 主演・玄武 役
- 皇家戦士（1986年、香港）- 山本刑事 役
- ラスト サムライ（2003年、アメリカ）- 氏尾 役[26]
- 上海の伯爵夫人（2005年、イギリス）- マツダ 役[27]
- PROMISE（2005年、日中韓香合作）- 主演・光明 役
- サンシャイン 2057（2007年、英米合作）- カネダ 役
- ラッシュアワー3（2007年、アメリカ）- ケンジ 役
- スピード・レーサー（2008年、アメリカ）- ミスター・武者 役
- 最終目的地（2009年、アメリカ）- ピート 役
- ウルヴァリン:SAMURAI（2013年、米英合作）- 矢志田信玄 役
- 47RONIN（2013年、アメリカ）- 大石内蔵助 役
- レイルウェイ 運命の旅路（2013年、オーストラリア・イギリス） - 永瀬隆 役
- Mr.ホームズ 名探偵最後の事件（2015年、英米合作）- タミキ・ウメザキ 役
- ライフ（2017年、アメリカ）- ショウ・ムラカミ 役
- ザ・キャッチャー・ワズ・ア・スパイ（2018年、アメリカ） - カワバタ 役
- アベンジャーズ/エンドゲーム（2019年、アメリカ）- アキヒコ 役[28]
- MINAMATA-ミナマタ-（2021年、アメリカ）- ヤマザキ・ミツオ 役[29]
- アーミー・オブ・ザ・デッド（2021年、アメリカ）- ブライ・タナカ 役
  - アーミー・オブ・シーブズ（2021年）- ブライ・タナカ 役（Special thanks） ※写真出演
- モータルコンバット（2021年、アメリカ）- ハサシ・ハンゾウ / スコーピオン　役
  - モータルコンバット2（2025年） - ハサシ・ハンゾウ / スコーピオン 役
- ブレット・トレイン（2022年、アメリカ）- エルダー 役
- ジョン・ウィック:コンセクエンス（2023年、アメリカ）- シマヅ 役

#### テレビドラマ

##### 日本
- スーパー戦隊シリーズ（テレビ朝日）
  - ジャッカー電撃隊 第9話「7ストレート!! 地獄の必殺拳」（1977年6月4日） - 中山（富士）勝也 役 ※真田 宏之名義
  - 超電子バイオマン 第13話「ジュンよ」（1984年4月28日） - 早瀬健 役
- 新幹線公安官 第7話「秘密の中の顔」（1977年9月20日、テレビ朝日）- 康夫 役
- 柳生一族の陰謀（関西テレビ）
  - 第1話「将軍毒殺」（1978年10月3日）- 服部兵馬 役
  - 第27話、第29話 - 第39話（1979年）- 左助 役 ※セミレギュラーで同作に再出演。
- 宇宙からのメッセージ・銀河大戦（1978年、テレビ朝日）- 主演・ゲン・ハヤト / まぼろし 役
- 七人の刑事 第3シリーズ 第30話「グッドバイ・ボクサー」（1978年12月8日、TBS）
- 吉宗評判記 暴れん坊将軍 第58話「江戸一番! 桜おどり」（1979年3月31日、テレビ朝日）- 諸木乙女 役
- 爆走!ドーベルマン刑事 第1話「黒バイ部隊出動す!」（1980年4月7日、テレビ朝日）- 沢木ヒロシ 役
- 柳生あばれ旅シリーズ（テレビ朝日）- 又平 役
  - 柳生あばれ旅（1980年）
  - 柳生十兵衛あばれ旅（1982年）
- 影の軍団シリーズ（関西テレビ）
  - 影の軍団II（1981年）- はやて小僧 役
  - 影の軍団III（1982年）- 佐助 役
  - 影の軍団IV（1985年）- 勝麟太郎 役
    - 影の軍団 幕末編（1985年）- 勝麟太郎 役
- 水曜ロードショー特別企画「素晴らしきサーカス野郎」（1984年1月4日、日本テレビ）- 里見剛 役
- 終戦40周年特集特別企画「そして戦争が終った」（1985年8月26日、TBS） - 鈴木哲太郎 役
- 月曜ドラマランド「仮面の忍者 赤影」（1985年8月26日、フジテレビ）
- インタビュアー・冴子 〜もどらない旅へ〜（1986年11月14日、日本テレビ）
- 大河ドラマ (NHK)
  - 独眼竜政宗（1987年）- 松平忠輝 役
  - 太平記（1991年）- 主演・足利尊氏 役
  - 秀吉（1996年）- 石田三成 役
- 同級生は13歳（1987年8月20日 - 10月15日、フジテレビ）- 猪苗代健康 役
- '87秋の特別企画ドラマ「松田聖子のスイート・メモリーズ」（1987年9月30日、TBS）- 石原キヨシ 役
- 東芝日曜劇場 第1615回「俺と姉貴」（1987年12月20日、TBS）- 主演
- TBS大型時代劇スペシャル (TBS)
  - 徳川家康（1988年1月1日）- 石田三成 役
  - 織田信長（1989年1月1日）- 徳川家康 役
  - 特別企画・坂本龍馬（1989年3月31日）- 主演・坂本龍馬 役
  - 天下を獲った男 豊臣秀吉（1993年1月1日）- 浅井長政 役
- 木曜劇場（フジテレビ）
  - ニューヨーク恋物語（1988年）- 坂入正弘 役
  - こんな恋のはなし（1997年）- 主演・原島修一郎 役
  - 非婚家族（2001年）- 主演・的場洋介 役
- 土曜ドラマスペシャル「あなたが大好き」（1988年12月17日、TBS）- 主演・誠一 役
- 新吾十番勝負（1990年1月3日、テレビ朝日）- 主演・葵新吾 役
- 続・蒲田行進曲 銀ちゃんが行く（1991年12月30日、TBS）
- ドラマシティー'92「性的黙示録」（1992年7月30日、読売テレビ）- 主演・和田満夫 役
- 勢揃い清水一家 次郎長売り出す（1992年9月29日、日本テレビ）
- 金曜ドラマ (TBS)
  - 高校教師（1993年）- 主演・羽村隆夫 役
  - 僕が彼女に、借金をした理由。（1994年）- 主演・山野辺邦彦 役
- 金曜エンタテイメント「阿部一族」（1995年11月24日、フジテレビ）- 柄本又七郎 役
- ゴールデン洋画劇場 ドラマスペシャル「聖夜の奇跡」第2話『聖者が街にやって来る』（1995年12月23日、フジテレビ）- 主演・野々村裕二 役
- 金曜時代劇 新・半七捕物帳（1997年、NHK）- 主演・半七 役
- ミステリースペシャル「その男の恐怖」（1998年9月29日、関西テレビ）- 主演・岸川圭介 役
- 水曜劇場 タブロイド（1998年、フジテレビ）- 真鍋敏彦 役
- サスペンススペシャル「刑事たちの夏」（1999年4月1日、読売テレビ）- 黒川和樹 役（特別出演）
- 古畑任三郎 3rd season 第29回「忙しすぎる殺人者」（1999年4月20日、フジテレビ）- 由良一夫 役
- NHKドラマ館「鯨を見た日」（1999年12月18日、NHK）- 主演・大庭民男 役
- 神経内科医・勾坂俊介の事件カルテNo.1 ロックド・イン症候群（2004年4月7日、BSフジ）- 主演・勾坂俊介 役 ※1997年制作

##### 海外
- LOST ファイナルシーズン（2010年、ABC）- 道厳 役
- リベンジ シーズン1（2011年、ABC）- サトシ・タケダ 役
- HELIX -黒い遺伝子-（2014年、Syfy）- ヒロシ・ハタケ 役
- エクスタント シーズン1（2014年、CBS）- ヒデキ・ヤスモト 役
- ザ・ラストシップ シーズン3（2016年、TNT）- タケハヤ 役
- ウエストワールド シーズン2（2018年、HBO） - Musashi 役
- SHOGUN 将軍（2024年、FX）- 主演・吉井虎長 役、兼プロデューサー

#### 劇場アニメ
- ミニオンズ（2015年）- Dumo[注釈 2] 役 ※日本語吹替版ではナレーションを担当

#### 演劇
- 柳生十兵衛 魔界転生[注釈 3]（1981年）- 伊賀の霧丸 役
- スタントマン物語[注釈 3]（1981年）- ヒロユキ 役
- ゆかいな海賊大冒険（1982年[注釈 4] / 1983年[注釈 5] / 1984年[注釈 6]） - イカロス（若い海賊） / 鷲の精 役[注釈 7]
- リトル・ショップ・オブ・ホラーズ（1984年）- 主演・シーモア 役
- 酔いどれ公爵（1985年） - ナポレオン・ボナパルト 役 ※第5回JACミュージカル
- 天守物語（1985年） - 主演・姫川図書之助 役
- スタントマン 愛の物語[注釈 8]（1986年）
- アドベンチャー 青春の出発[注釈 8]（1986年）
- ロミオとジュリエット（1986年） - 主演・ロミオ 役 ※サンシャイン劇場、演出：坂東玉三郎
- ビロクシー・ブルース（1987年）- 主演・ユージーン 役
- ビッグ・リバー（1988年）- 主演・ハックルベリー 役 ※同年3月6日 - 5月5日、青山劇場、演出：マイケル・グライフ
- ブロードウェイ・バウンド（1989年）- 主演・ユジーン 役 ※同年12月 - 1990年1月、パルコ劇場／翻訳・演出：青井陽治
- 東京オピニオンズフェスティバル MOON LIT CLUB（1993年）- 主演 役 ※同年11月 - 12月、アートスフィア、演出：奈良橋陽子
- ハムレット（1995年 / 1998年）- 主演・ハムレット 役 ※銀座セゾン劇場
- リア王（1999年）主演・リア王 役 ※同年から2000年、ロイヤル・シェイクスピア・カンパニー公演、演出：蜷川幸雄
- オケピ!（2000年）- 主演・コンダクター  役

#### その他の番組
- アクションスターはこうして作る!! -汗と涙の特訓合宿- （1985年、日本テレビ）
- 第41回NHK紅白歌合戦（1990年12月31日、NHK）- 審査員

#### ラジオ番組
- 夢のカリフォルニア 真田広之・俺の青い空（ニッポン放送）
- 真田広之・荻野目慶子の青春キャンディバー（1983年、ニッポン放送）
- 真田広之 素敵にワイルドONE（ニッポン放送）
- 真田広之 燃えろ! サナディアンナイト（ニッポン放送）
- 真田広之のMORNING PASSAGE（エフエム東京）

#### CM
- 京料理 六盛「手をけ弁当」（1979年、京都ローカル）
- 大正製薬 リポビタンD（1981年）／ゼナ（2002年）
- 森永製菓 小枝 / ウォーキー・スナッキー（1982年）／ホワイトコーラ（1984年 - 1985年）
- アサヒビール
  - 「アサヒ生ビール」（1989年）加山雄三と共演
  - 「アサヒ ザ・ビタリスト」（2025年） - 二階堂ふみ、水上恒司、吉川愛と共演[30]
- 久光製薬 のびのびサロンシップ（1989年）
- UCC上島珈琲 UCC ザ・コーヒー EX（1990年 - 1991年）
- JRグループ 京の冬の旅（1991年）
- 日本生命 ニッセイ ロングラン（1991年 - 1993年）
- 月桂冠 花鳥風月 / 融米造り 絹仕立て（1991年 - 1995年）岡本喜八と共演
- 三菱電機（1991年）黒木瞳と共演[31]
- JTB エイブル（1993年）
- JRA あなたがいるから競馬は楽しい（1994年 - 1995年）中井貴一、時任三郎と共演[32]
- サントリー 膳（1998年 - 2001年）／清流七茶「自然に帰る・初夏篇」（2006年）
- JT Smoking Clean Style キャンペーン（2000年）
- オリンパス ココロとカラダ、にんげんのぜんぶ（2007年）
- 日本コカ・コーラ 緑茶「綾鷹」（2007年）
- ブラウン 「ブラウン・シリーズ7」（2010年）
- 三菱UFJ信託銀行（2015年 - ）中井貴一、柳沢慎吾と共演[33]

## ディスコグラフィ

### 下沢広之名義

#### シングル
- 握手をしよう ／母のひざはゆりかご（1968年、キングレコード、BS-818）-　両曲とも、千葉真一との共演

### 真田広之名義

#### シングル
1. 風の伝説／他に何がある（1980年11月1日、EPIC・ソニー、07・5H-56）
映画「忍者武芸帖 百地三太夫」主題歌
2. 熱愛ストーリー／この恋がすべて（1981年3月21日、EPIC・ソニー、07・5H-68）
3. 光への叫び／俺たちの空・俺たちの星（ミュージカル「スタントマン物語」より）（1981年6月21日、EPIC・ソニー、07・5H-85）
4. 青春の嵐（ハリケーン）／荒野を駆けて（1981年8月1日、EPIC・ソニー、07・5H-90）
映画「吼えろ鉄拳」主題歌
5. 愛よ炎に染まれ／青春の旅人（1981年11月21日、EPIC・ソニー、07・5H-105）
映画「燃える勇者」主題歌
6. 砂漠の都会に／誓い（JACのテーマ）（1982年3月21日、EPIC・ソニー、07・5H-109）
関西テレビ系ドラマ「影の軍団III」主題歌
7. 哀愁セイリング／センチメンタル246（1982年8月1日、EPIC・ソニー、07・5H-131）
JACミュージカル「ゆかいな海賊大冒険」イメージソング
8. 熱い瞳のままで／にがい気分（1982年9月22日、EPIC・ソニー、07・5H-135）
森永製菓「小枝」CMソング
9. 青春まるかじり（1983年7月10日、CBS・ソニー、07SH-1370）※「黒崎輝（協力：高木淳也・真田広之）」名義
映画「伊賀野カバ丸」主題歌
10. 愛の轍／Many days（1983年9月21日、EPIC・ソニー、07・5H-172）
森永製菓「小枝」CMソング
11. 哀しみのジプシー／深い夜、You're The One（1983年12月21日、EPIC・ソニー、07・5H-183）
12. Believe in love／悲しみのベター・ハーフ（1984年4月1日、EPIC・ソニー、07・5H-195）
映画「彩り河」主題歌
13. SERIOUS NIGHT 〜EVERLASTING HERMONY〜／読みかけのシナリオ（1985年2月1日、EPIC・ソニー、07・5H-227）
14. Somebody／クリスティーナ（1987年）※ファンクラブ限定。
15. たとえばフォーエバー（1988年10月26日、ビクター、SV-9384）※「小泉今日子・真田広之」名義
映画「快盗ルビイ」挿入歌
16. ブラインドの第2章／愛の行方（1990年4月4日、ビクター、VIDL-11）
17. さりげない夜に／いつもおまえをみつめてる（1992年11月21日、ビクター、VIDL-10296）
月桂冠「融米造り 淡絹仕立て」CMソング
18. PAPER MOON 〜再会のテーマ〜／心の旅へ（1994年12月1日、ファンハウス、FHDF-1430）※「PAPER MOON」（真田広之&BEGIN）」名義

#### アルバム

##### オリジナル・アルバム
| 発売日              | タイトル                            | 規格         | 規格品番     |
| EPIC・ソニー        | EPIC・ソニー                        | EPIC・ソニー | EPIC・ソニー |
| ------------------- | ----------------------------------- | ------------ | ------------ |
| 1981年12月2日       | 青春の冒険者 〜真田広之ファースト〜 | LP           | 28・3H-58    |
| 1984年1月11日       | After The Rush                      | LP           | 28・3H-112   |
| Victor / Invitation |                                     |              |              |
| 1986年7月21日       | movin' out                          | LP           | VIH-28264    |
| 1986年7月21日       | movin' out                          | CD           | VDR-1245     |
| 2017年10月25日      | movin' out                          | 配信         | -            |
| 1987年3月1日        | into the street                     | LP           | VIH-28282    |
| 1987年3月1日        | into the street                     | CD           | VDR-1348     |
| 2017年10月25日      | into the street                     | 配信         | -            |
| 1988年2月21日       | So,I am…                            | LP           | VIH-28317    |
| 1988年2月21日       | So,I am…                            | CD           | VDR-1478     |
| 2017年10月25日      | So,I am…                            | 配信         | -            |
| 1988年11月21日      | Summer Dream                        | LP           | VIH-28348    |
| 1988年11月21日      | Summer Dream                        | CD           | VDR-1567     |
| 2017年10月25日      | Summer Dream                        | 配信         | -            |
| 1989年11月21日      | FADED TOWN                          | CD           | VDR-1654     |
| 2017年10月25日      | FADED TOWN                          | 配信         | -            |
| 1991年11月7日       | Like a Cinema                       | CD           | VICL-220     |

##### ベスト・アルバム
| 発売日              | タイトル                                            | 規格         | 規格品番     |
| EPIC・ソニー        | EPIC・ソニー                                        | EPIC・ソニー | EPIC・ソニー |
| ------------------- | --------------------------------------------------- | ------------ | ------------ |
| 1984年6月21日       | 太陽のREVOLUTION                                    | LP           | 32・3H-127/8 |
| 1984年7月1日        | 太陽のREVOLUTION                                    | CD           | 35・8H-17    |
| 2011年5月21日       | GOLDEN☆BEST 真田広之〜EPIC YEARS〜                  | CD           | MHCL-1897    |
| Victor / Invitation |                                                     |              |              |
| 2010年9月15日       | ゴールデン☆ベスト / 真田広之 〜Like a Cinema〜 [+2] | CD           | VICL-63576   |

## 書籍

### 写真集
- 真田広之 凛々たる遊戯 愛蔵版写真集 （1983年、富士見書房）
- 真田広之写真集 A man （1992年、七賢出版）
- L'Homme 真田広之写真集 （2000年、七賢出版）

## 受賞歴

### 日本の賞
- 日本アカデミー賞
  - 第5回（1982年）新人俳優賞 『魔界転生』
  - 第8回（1985年）優秀主演男優賞 『里見八犬伝』／『彩り河』／『麻雀放浪記』
  - 第14回（1991年）優秀主演男優賞 『リメインズ 美しき勇者たち』／『つぐみ』／『病院へ行こう』[34]
  - 第17回（1994年）優秀主演男優賞 『眠らない街 新宿鮫』／『僕らはみんな生きている』
  - 第26回（2003年）最優秀主演男優賞 『たそがれ清兵衛』[35]
  - 第29回（2006年）優秀主演男優賞 『亡国のイージス』

- ブルーリボン賞
  - 第36回（1993年）主演男優賞 『僕らはみんな生きている』
  - 第38回（1995年）主演男優賞 『写楽』／『EAST MEETS WEST』／『緊急呼出し エマージェンシーコール』
  - 第48回（2005年）主演男優賞 『亡国のイージス』

- ゴールデン・アロー賞
  - 第22回（1984年）演劇新人賞 『ゆかいな海賊大冒険』／『リトル・ショップ・オブ・ホラーズ』
  - 第31回（1993年）放送賞 『高校教師』

- キネマ旬報ベスト・テン
  - 第62回（1988年）主演男優賞 『快盗ルビイ』
  - 第67回（1993年）主演男優賞 『僕らはみんな生きている』
  - 第69回（1995年）主演男優賞 『写楽』
  - 第76回（2002年）主演男優賞 『たそがれ清兵衛』

- 日刊スポーツ映画大賞
  - 第1回（1988年）助演男優賞 『快盗ルビイ』
  - 第8回（1995年）主演男優賞 『写楽』
  - 第15回（2002年）主演男優賞 『たそがれ清兵衛』[36]

- 報知映画賞
  - 第13回（1988年）最優秀主演男優賞 『快盗ルビイ』
  - 第20回（1995年）最優秀主演男優賞 『写楽』

- その他
  - エランドール賞 新人賞（1982年）
  - 文化庁芸術祭（1984年）個人賞 『リトル・ショップ・オブ・ホラーズ』
  - 第3回ザテレビジョンドラマアカデミー賞 主演男優賞 『僕が彼女に、借金をした理由。』[37]
  - 第21回松尾芸能賞（2000年）優秀賞 『オケピ!』
  - 第8回読売演劇大賞（2001年）優秀男優賞 『オケピ!』
  - 第53回芸術選奨（2002年）文部科学大臣賞 『たそがれ清兵衛』
  - 第57回毎日映画コンクール（2002年）男優主演賞 『たそがれ清兵衛』
  - 第13回淀川長治賞（2003年） 『たそがれ清兵衛』／『ラスト サムライ』
  - 第3回日藝賞（2009年）[38]
  - 2024年度 朝日賞

### 海外の賞
- 第5回アジアン・ワールド・フィルム・フェスティバル 特別賞（2019年）[39]
- 第76回エミー賞（2024年） 主演男優賞 『SHOGUN 将軍』[40]
- 第82回ゴールデングローブ賞（2024年） テレビドラマ部門主演男優賞『SHOGUN 将軍』
- 第52回サターン賞（2025年） ロバート・フォスター・アーティスト賞[41]
- 第30回クリティクス・チョイス・アワード（2025年） ドラマシリーズ主演男優賞『SHOGUN 将軍』[42]
- 第23回視覚効果協会賞（英語版）（2025年） クリエイティブ・エクセレンス賞（生涯功労賞）[43]
- 第31回全米映画俳優組合賞（英語版）（2025年）：ドラマシリーズ男優賞『SHOGUN 将軍』[44]

### 勲章等
- 名誉大英勲章第五位（2002年） 『リア王』
- 紫綬褒章（2018年）[45]